# Colt M1991
La Colt M1991 è una pistola semiautomatica ad azione singola, diretta discendente dell'originale Colt M1911 dalla quale si differenzia principalmente per il meccanismo di espulsione che dirige il bossolo verso il basso.
Camerata principalmente per le cartucce calibro .45 ACP, viene commercializzata anche, nel modello O2071ELC2, per utilizzare cartucce calibro .38 Super.